# 3210 Лупішко
3210 Лупішко (3210 Lupishko) — астероїд головного поясу, відкритий 1983 року Едвардом Бовеллом і названий на честь українського астронома Дмитра Лупішка. Астероїд має витягнуту форму і період обертання близько 14 годин.

## Відкриття
Астероїд був відкритий 29 листопада 1983 року американським астрономом Едвардом Бовеллом на спостережній станції Андерсон-Меса обсерваторії Ловелла в Аризоні, США. За датою відкриття астероїд отримав тимчасове позначення 1983 WH1.

## Назва

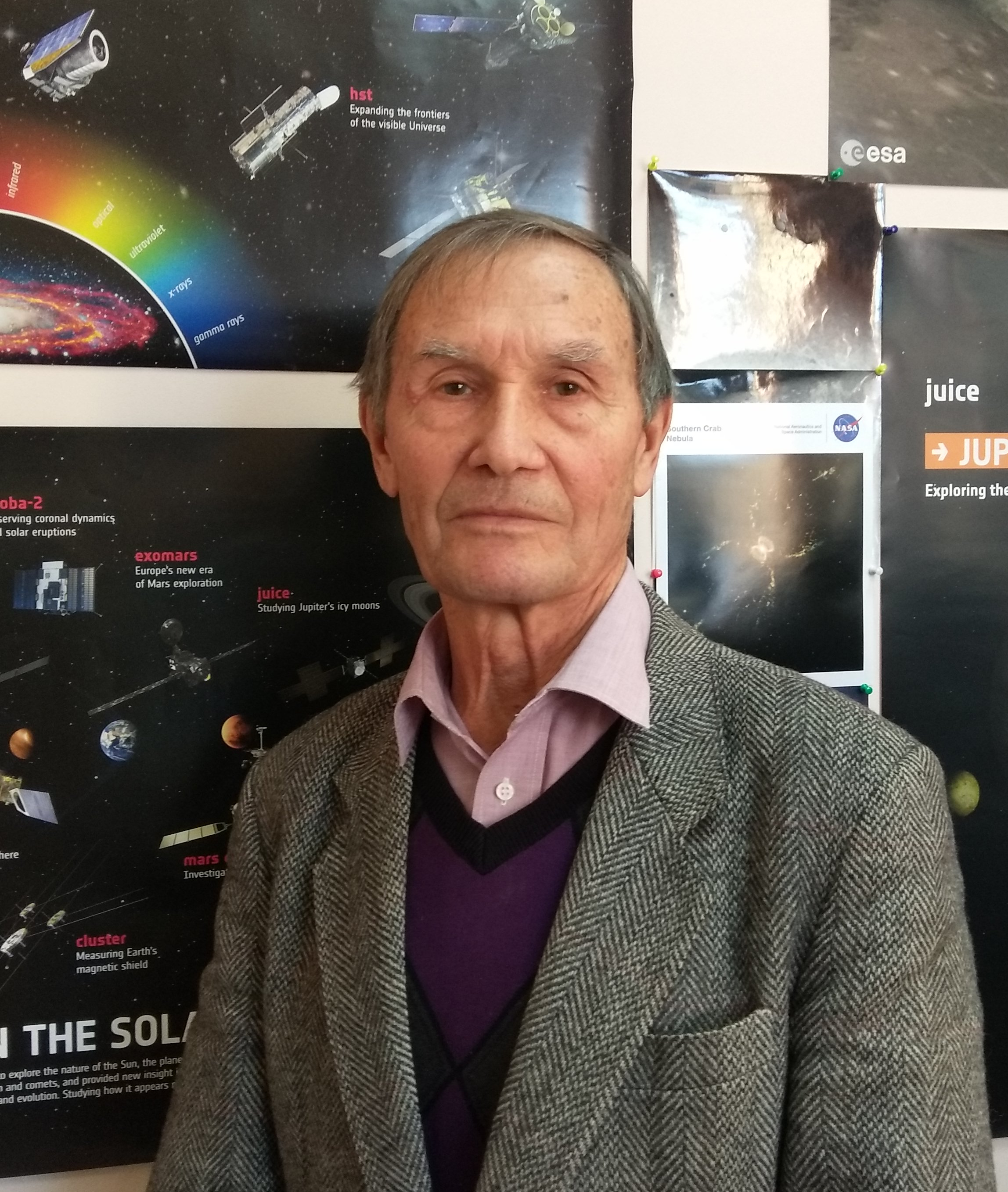
Дмитро Лупішко

Восени 1987 року Бовелл назвав астероїд на честь українського астронома Дмитра Федоровича Лупішка (1942 р.н.), заступника директора Харківської обсерваторії, голови робочої групи «Астероїди» Астрономічної ради АН СРСР, який зробив великий внесок в дослідження того, як форми і періоди обертання астероїдів можуть бути визначені з їхніх кривих блиску. На момент найменування астероїда Бовелл і Лупішко знали один одного лише за публікаціями. Наступного року вони зустрілись на конференції «Asteroids II» в Тусоні і потоваришували. Пізніше Бовелл назвав інший відкритий ним астероїд 10685 Харківунівер, на честь Харківського університету, де працювала керована Лупішком наукова група з дослідження астероїдів.

## Дослідження
В березні 2007 року науковці Харківської обсерваторії Федір Величко і Юрій Круглий провели фотометричні спостереження астероїда за допомогою телескопа АЗТ-8 на Чугуївській спостережній станції. За результатами спостережень була отримана крива блиску астероїда тривалістю 9 годин. З періоду коливань блиску астероїда вдалось визначити, що період обертання астероїда становить близько 14 годин. З гладкості кривої обертання було зроблено висновок, що форма астероїда досить регулярна, без великих кратерів або гір. З великої амплітуди коливань блиску (принаймні, 0,6 зоряної величини) було оцінено, що астероїд має витягнуту форму — відношення найбільшого і найменшого екваторіальних діаметрів становить близько 1,7. Таким чином до астероїда були застосовані методи дослідження форми й обертання за кривою блиску, значний внесок в розвиток яких зробив той самий Дмитро Лупішко, на честь якого було названо астероїд.